# Konětopy
Konětopy (en allemand : Konotop) est une commune du district de Prague-Est, dans la région de Bohême-Centrale, en République tchèque. Sa population s'élevait à 315 habitants en 2020.

## Géographie
Konětopy se trouve à 9,5 km au sud-ouest de Brandýs nad Labem-Stará Boleslav, à 15 km au sud-est de Mělník et à 27 km au nord-est de Prague.
La commune est limitée par Čečelice au nord-ouest, par Sudovo Hlavno au nord-est, à l'est et au sud, et par Dřísy au sud-ouest.

## Histoire
La première mention écrite de la localité date de 1391.

## Transports
Par la route, Konětopy se trouve à 12 km de Brandýs nad Labem-Stará Boleslav, à 17 km de Mělník et à 40 km du centre de Prague.